# Danika La Loggia
Danika La Loggia (nata Danika Pajovic; Domodossola, 4 marzo 1931) è un'attrice italiana di origine jugoslava.

## Biografia
Presente in diversi film diretti da Fernando Di Leo e Federico Fellini, è stata attiva tra il 1968 e il 1993. Interprete di film della commedia all'italiana, spaghetti-western e poliziotteschi, ma anche di film del cinema d'autore, è stata attiva anche in televisione, nelle miniserie TV L'ombra nera del Vesuvio (1987) e Quelli della speciale (1993), con la quale concluse la sua carriera.

## Filmografia
- Il medico della mutua, regia di Luigi Zampa (1968)
- Brucia ragazzo, brucia, regia di Fernando Di Leo (1969)
- I ragazzi del massacro, regia di Fernando Di Leo (1969)
- Fellini Satyricon, regia di Federico Fellini (1969)
- ...e poi lo chiamarono il Magnifico, regia di Enzo Barboni (1972)
- Alfredo Alfredo, regia di Pietro Germi (1972)
- La colonna infame, regia di Nelo Risi (1972)
- Giovannona Coscialunga disonorata con onore , regia di Sergio Martino (1973)
- Sedici anni, regia di Tiziano Longo (1973)
- E cominciò il viaggio nella vertigine, regia di Toni De Gregorio (1974)
- Mala, amore e morte, regia di Tiziano Longo (1975)
- Don Milani, regia di Ivan Angeli (1976)
- Prima della lunga notte (L'ebreo fascista), regia di Franco Molè (1980)
- E la nave va, regia di Federico Fellini (1983)
- Razza violenta, regia di Fernando Di Leo (1984)
- Ginger e Fred, regia di Federico Fellini (1986)
- L'ombra nera del Vesuvio, regia di Steno (1987) - miniserie TV
- Quelli della speciale episodio Balla coi pupi (1993) - miniserie TV

## Teatro
- Woyzèck che ce azzècch, regia di Giancarlo Sepe (1976)